# Каратальский сельский округ (Северо-Казахстанская область)
Каратальский сельский округ (каз. Қаратал ауылдық округі) — административная единица в составе Айыртауского района Северо-Казахстанской области Казахстана. Административный центр — село Каратал.
Население — 1070 человек (2009, 1621 в 1999, 1886 в 1989).

## История
Каратальский сельсовет образован в 1929 году. 24 декабря 1993 года решением главы Кокчетавской областной администрации создан Каратальский сельский округ.
Село Сарыозек было ликвидировано в 2014 году.

## Состав
В состав округа входят такие населенные пункты:
| Населенный пункт | Население, человек (1989) | Население, человек (1999) | Население, человек (2009) |
| ---------------- | ------------------------- | ------------------------- | ------------------------- |
| Ботай, село      | 174                       | 151                       | 84                        |
| Высокое, село    | 294                       | 221                       | 145                       |
| Каратал, село    | 767                       | 641                       | 473                       |
| Косколь, село    | 160                       | 137                       | 74                        |
| Сарыозек, село   | 193                       | 181                       | 59                        |
| Шукирлик, село   | 298                       | 290                       | 235                       |